# Phúc Bành
Phúc Bành (tiếng Trung: 福彭; 12 tháng 8 năm 1708 – 1 tháng 1 năm 1749) là một hoàng thân của nhà Thanh trong lịch sử Trung Quốc, người thừa kế 1 trong 12 tước vị Thiết mạo tử vương.

## Cuộc đời
Phúc Bành sinh vào giờ Mẹo, ngày 26 tháng 6 (âm lịch) năm Khang Hi thứ 47 (1708), trong gia tộc Ái Tân Giác La. Ông là con trai trưởng của Bình Quận vương Nột Nhĩ Tô, mẹ ông là Đích Phúc tấn Tào Giai thị (曹佳氏), con gái của Thông chính sử Tào Dần (曹寅). Vì vậy ông chính là anh họ của Tào Tuyết Cần.
Năm Ung Chính thứ 4 (1726), tháng 7, phụ thân ông bị cách tước, ông được thế tập tước vị Bình Quận vương đời thứ 5, tức Khắc Cần Quận vương đời thứ 7. Tháng giêng năm thứ 10 (1732), ông quản lý sự vụ của Đô thống Mãn Châu Tương Lam kỳ, đến tháng 5 thì nhậm chức Tông Nhân phủ Hữu tông chính. Năm thứ 11 (1733), tháng 2, nhậm Ngọc Điệp quán Tổng tài. Tháng 4, ông nhận mệnh vào Quân cơ xứ hành tẩu. Tháng 8, ông thụ chức Định Biên Đại tướng quân, xuất quân thảo phạt Sách Linh (策零) của Cát Nhĩ Đan. Ông suất quân đến Ô Lý Nhã Tô đài (乌里雅苏台) thì dâng sớ thượng tấu:
| “ | 行军, 驼马为先. 今喀尔喀扎萨克贝勒等远献驼马, 力请停偿直. 彼不私其所有, 而宗室王, 公, 贝勒皆有马, 岂不内媿於心? 臣有马五百, 原送军前备用. . Hành quân, đà mã vi tiên. Kim Khách Nhĩ Khách Trát Tát Khắc Bối lặc đẳng viễn hiến đà mã, lực thỉnh đình thường trực. Bỉ bất tư kỳ sở hữu, nhi Tông thất Vương, Công, Bối lặc giai hữu mã, khởi bất nội quý vu tâm? Thần hữu mã ngũ bách, nguyên tống quân tiền bị dụng." | ” |

Năm thứ 12 (1734), ông suất lĩnh Tướng quân Phó Nhĩ Đan (傅尔丹) đến Khoa Bố Đa (科布多) để bảo vệ chư quân Bắc lộ nhưng bị triệu hoàn. Năm thứ 13 (1735), ông nhận mệnh xuất quân đóng giữ Ngạc Nhĩ Khôn (鄂爾坤), đi đàm phán với Ngạch Nhĩ Đức Ni Chiêu (額爾德尼昭). Ông một lần nữa bị triệu về, do Khánh Phục (庆复) thay thế.
Năm Càn Long nguyên niên (1736), tháng 3, quản lý sự vụ của Đô thống Mãn Châu Chính Bạch kỳ. Năm thứ 2 (1737), tháng 3, ông nhận mệnh sửa chữa Thịnh Kinh Tam lăng. Tháng 9 cùng năm, quản lý sự vụ Mãn Châu Hỏa khí doanh. Đến tháng 10 cùng năm, điều quản lý sự vụ của Đô thống Mãn Châu Chính Hoàng kỳ. Năm thứ 3 (1738), tháng 7, ông được đề cử vào Nghị chính. Năm thứ 13 (1748), ngày 13 tháng 11 (âm lịch), buổi trưa, ông qua đời, thọ 41 tuổi, được truy thụy Bình Mẫn Quận vương (平敏郡王).

## Gia quyến

### Thê thiếp
- Nguyên phối: Phí Mạc thị (費莫氏), con gái của Tổng đốc Quách Phiêu (郭漂).
- Kế thất: Mã thị (馬氏), con gái của Trung thư Quan Bảo (關保).
- Trắc Phúc tấn:
  - Hách Xá Lý thị (赫舍里氏), con gái của Viên ngoại lang Tô Hách Thần (蘇赫臣).
  - Qua Nhĩ Giai thị (瓜爾佳氏), con gái của Lục phẩm Quan lãnh Chu Lan Thái (朱蘭太).
- Thứ Phúc tấn:
  - La thị (羅氏), con gái của La Càn (羅乾).
  - Lý Giai thị (李佳氏), con gái của Lục phẩm Quan lãnh Lý Nhữ Huy (李汝輝).
  - Vương Giai thị (王佳氏), con gái của Bảo Toàn (保全).

### Hậu duệ
- Con trai: Khánh Minh (慶明; 1733 – 1750), mẹ là Trắc Phúc tấn Qua Nhĩ Giai thị. Năm 1748 được thế tập tước vị Bình Quận vương. Sau khi qua đời được truy thụy Bình Hy Quận vương. Vô tự.
- Con thừa tự: Khánh Hằng (慶恒; 1733 – 1779), là con trai trưởng của Bối tử Phúc Tú (福秀) – em trai của Phúc Bành. Năm 1750 được thế tập tước vị Bình Quận vương. Sau khi qua đời được truy thụy Khắc Cần Lương Quận vương (克勤良郡王). Có hai con trai.

## Trong văn hoá đại chúng
| Năm  | Tác phẩm          | Diễn viên        |
| 2018 | Diên Hi công lược | Hoàng Thế (黄世) |